# 357e régiment d'infanterie
Le 357e régiment d'infanterie (357e RI) est un régiment d'infanterie de l'Armée de terre française constitué en 1914 avec les bataillons de réserve du 157e régiment d'infanterie.
À la mobilisation, chaque régiment d'active créé un régiment de réserve dont le numéro est le sien plus 200.

## Création et différentes dénominations
Création : Mobilisé à Gap le 2 août 1914.

## Chefs de corps
- Lieutenant-colonel de Susbielle.
- Capitaine De Cambry.
- Médecin Major Coudray.

## Historique des garnisons, combats et batailles du357eRI

### Première Guerre mondiale

#### Affectations
- 151e Brigade

#### 1914
- Le 357e Régiment d'Infanterie fait partie de l'armée des Alpes. Il est régiment de fort de Tournoux.

- Août à septembre, cantonnement à Jausiers pour l'instruction et l'entraînement des troupes.
- Le 14 septembre, le Régiment rejoint le camp de la Valbonne.
- Le 18 septembre, arrivée sur le champ après la bataille de Xaffévillers. Le champ n'a pas été nettoyé, sur le bord de la route des cadavres gisent atrocement mutilés, déjà à demi décomposés, et dans le champ d'énormes trous d'obus remplis d'eau où croupissent des cadavres d'hommes et de chevaux avec d'insupportables odeurs[1].
- Le 24 septembre, position de repli derrière la Meuse.
- Le 11 décembre, le Régiment quitte les avant-postes, et se déplace à Toul.
- Du 13 au 15 décembre, le régiment occupe les tranchées proches de Flirey, y reçoit de sérieux bombardements qui occasionnent des pertes, en particulier la 23e compagnie, qui perd son sergent-major, frappé par un obus.
- Le 16 décembre, le régiment quitte les tranchées et est cantonné proche des localités Autrey et Fremifontaine.

#### 1915
- Le 20 février, le régiment occupe le col de Bichstein, proche de Soultzeren et Sattelberg où, face à la Reichackerkopf, les bombardements sont journaliers et de fréquentes fusillades font plusieurs victimes chaque jour.
- Le 14 mars, le régiment relève sur le plateau d'Uffolz un bataillon du 152e RI, et s'installe à Silberthal, proche des tranchées allemandes de Cernay et de la cote 425.
- Le 5 et 6 avril, le régiment repousse une attaque ennemie qui ne peut aborder les lignes.
- Le 14 avril, le régiment est relevé par le 57e RI T.
- Le 25 avril, le régiment passe le col de la Schlucht et occupe à Bichstein les tranchées de Sillackerwasen proches de Mittlach.
- Le 4 mai, le régiment attaque la cote 830, la préparation d'artillerie a été suffisante, car une brume épaisse gêne le tir, le 5e bataillon attaque avec brio et occupe le premier objectif, mais les pertes en officiers sont sérieuses, seul un officier parvient dans les tranchées allemandes avec un effectif très réduit. Des mitrailleuses non repérées enfilent les tranchées occupées et les vident de leurs défenseurs, qui doivent se replier un peu en arrière, tout en conservant une grande partie du terrain conquis[1].
- Le 16 mai, le général Louis Ernest de Maud'huy, commandant la VIIe Armée, passe à Brouvelieures l'inspection du Régiment qui sera reconstitué le lendemain par le passage au 5e bataillon.
- Le 21 juin, le régiment participe à l'attaque de la cote 631 proche de Ban-de-Sapt. Après les tirs de préparation, les Allemands ripostent par un bombardement intense et causent de graves pertes aux troupes d'attaque. Les 19e et  20e compagnies subissent des pertes, néanmoins le signal de l'attaque est donné à l'heure dite, la 19e compagnie, conduite par le lieutenant Grenier, avance d'une soixantaine de mètres mais doit se terrer car le 37e colonial qui est à sa gauche n'ayant pu déboucher et reçoit l'ordre de se replier sur la tranchée de départ. Les 23e et 24e compagnies arrivent en renfort de La Vercoste et occupent les tranchées du bois de La Vercoste pendant l'attaque.
- Le 22 juin, une compagnie du 37e colonial est décimée, la 24e compagnie du capitaine Harchelin reçoit l'ordre d'aller la remplacer pour participer à l'attaque. Il s'agit pour cette unité de traverser un terrain absolument découvert et cela sans perdre un instant puisque l'assaut va être donné, cette compagnie est prise immédiatement sous un feu qui couche à terre la moitié de l'effectif, mais réussit néanmoins à occuper la tranchée qui lui est assignée.
- Le 8 juillet, l'attaque est reprise, la cote 631 est reprise et le régiment fait près de 1 000 prisonniers dont 15 officiers. Cette bataille coûta 5 officiers et 207 hommes de troupe au régiment.

- Le 27 juin, dans l’intervalle, le 357e RI est dissous.

- Le 5e Bataillon passe au 297e régiment d'infanterie.
- Le 6e Bataillon passe au 359e régiment d'infanterie.
- La Compagnie de mitrailleuses passe à la 151e Brigade.

## Drapeau
Il porte, cousues en lettres d'or dans ses plis, les inscriptions suivantes :
- Verdun 1916
- Somme-Py 1918

## Personnages célèbres ayant servi au357eRI
- Octave de Sampigny (1869-1915), officier et royaliste de l'Action française.

### Sources et bibliographie
1. 1 2 3  http://tableaudhonneur.free.fr/357eRI.pdf
2. ↑  Décision no 12350/SGA/DPMA/SHD/DAT du 14 septembre 2007 relative aux inscriptions de noms de batailles sur les drapeaux et étendards des corps de troupe de l'armée de terre, du service de santé des armées et du service des essences des armées, Bulletin officiel des armées, no 27, 9 novembre 2007